# Kopparormen
För djuret, se Kopparödla.
Kopparormen är en fresk av prins Eugen utförd 1939 i huvudentrén för gamla Karolinska Sjukhuset i Solna.
Fresken är utförd i foajéns fond. Motivet är baserat på en berättelse från Bibeln, 4 Mosebok 21:4-9, som skildrar de svårigheter Israels folk utsattes för under sin vandring genom Sinai. När folket klagade sände Herren giftiga ormar som dödade flera av dem, men därefter erbjöd han även bot:
| ” | Då sade HERREN: "Gör dig en orm och sätt upp den på en stång Sedan må var och en som har blivit ormstungen se på den, så skall han bliva vid liv." Då gjorde Mose en orm av koppar och satte upp den på en stång; när någon sedan hade blivit stungen av en orm, såg han upp på kopparormen och blev så vid liv. | „ |

Ormen är baserad på tidigare framställningar av symbolen för läkekonstens gud Asklepios. Bakgrunden är ett provensalskt landskap med Montagne Sainte-Victoire i mitten.